# خوزه رامون سائوتو
خوزه رامون سائوتو هورتادو (زاده ۱۲ سپتامبر ۱۹۱۲ – درگذشته ۱۶ آوریل ۱۹۹۴) بازیکن فوتبال مکزیکی/اسپانیایی بود که در دهه‌های ۱۹۳۰ و ۱۹۴۰ در پست هافبک برای رئال مادرید بازی می‌کرد. او اولین بازیکن مکزیکی بود که برای رئال مادرید بازی کرد اگرچه همیشه به عنوان یک اسپانیایی برای این تیم به میدان می‌رفت. دوران حرفه‌ای او در طول جنگ داخلی اسپانیا بود.

## دوران باشگاهی
او اولین بازی خود را برای رئال مادرید در ۱۷ دسامبر ۱۹۳۳ در شکست ۰–۱ رئال مادرید مقابل رئال بتیس انجام داد. او در شش فصل در ۱۳۷ بازی برای رئال مادرید بازی کرد. او دو بار کاپیتان خامه‌ای‌ها بود.

## آمار در رئال مادرید
| باشگاه              | فصل                       | لیگ    | لیگ  | جام حذفی | جام حذفی | جام بین‌المللی | جام بین‌المللی | مجموع  | مجموع |
| باشگاه              | فصل                       | بازی‌ها | گل‌ها | بازی‌ها   | گل‌ها     | بازی‌ها        | گل‌ها          | بازی‌ها | گل‌ها  |
| ------------------- | ------------------------- | ------ | ---- | -------- | -------- | ------------- | ------------- | ------ | ----- |
| رئال مادرید اسپانیا | ۱۹۳۳–۳۴، ۱۹۳۵–۳۶، ۱۹۳۹–۴۴ | ۹۷     | ۰    | ۲۸       | ۰        | ۱۸            | ۰             | ۱۴۳    | ۰     |

## افتخارات

### بازیکن
کوپا دل ری: ۱۹۳۴، ۱۹۳۶